# Santiago, Tlahuiltepa
Santiago är en ort i Mexiko.   Den ligger i kommunen Tlahuiltepa och delstaten Hidalgo, i den sydöstra delen av landet, 160 km norr om huvudstaden Mexico City. Santiago ligger 1 664 meter över havet och antalet invånare är 202.
Terrängen runt Santiago är bergig åt nordost, men åt sydväst är den kuperad. Runt Santiago är det glesbefolkat, med 19 invånare per kvadratkilometer. Närmaste större samhälle är Buenavista, 10,8 km nordost om Santiago. I omgivningarna runt Santiago växer i huvudsak blandskog.